# Левшунов, Валентин Тихонович
Валентин Тихонович Левшуно́в (1912 — 1987) — конструктор металлообрабатывающих станков, лауреат двух Сталинских премий.

## Биография
Родился 12 (25 июля) 1912 года в селе Успенском в семье рабочего.
Подростком работал учеником токаря и токарем на предприятиях Москвы. С 1932 года на Московском станкостроительном заводе «Красный пролетарий»: сначала наладчик в мехцехе, а с 1934 года на разных должностях в отделе главного конструктора.
В 1939—1940 годах служил в РККА, участвовал в боях на Халхин-Голе. С 1985 года на пенсии.
В 1947 году Сталинской премией была отмечена разработка группы инженеров Московского завода «Красный пролетарий» Г. А. Сургучёва, Э. А. Анненберга, Б. Г. Каца, В. Т. Левшунова и Н. С. Федина, которые спроектировали и внедрили серию станков для токарной обработки вагонных осей. Эти станки были полностью автоматизированы, просты и удобны в обслуживании, снижали потребность в рабочем персонале в четыре раза.

## Награды и премии
- Сталинская премия третьей степени (1947) — за разработку конструкции и освоение в производстве серии новых токарных станков[3]
- Сталинская премия второй степени (1951) — за разработку токарно-винторезного электро-копировального станка новой конструкции (совместно с  Э. А. Анненбергом, А. П. Федоровским,  Е. И. Федосовой, А. С. Костюниным, В. В. Марининым и Е. А. Беляковым)[4]
- Орден Ленина
- Орден Трудового Красного Знамени (1975)
- Медаль «За боевые заслуги» (1939)[5]